# Micropterix aglaella
Micropterix aglaella is een vlinder uit de familie van de oermotten (Micropterigidae). De wetenschappelijke naam van de soort is voor het eerst geldig gepubliceerd door Philogène-Auguste-Joseph Duponchel in 1838.

## Verspreiding en leefgebied
De soort komt voor in Europa.